# Kolasa (osada)
Kolasa – dawna osada w Polsce położona w województwie łódzkim, w powiecie sieradzkim, w gminie Sieradz.
W latach 1975–1998 miejscowość administracyjnie należała do województwa sieradzkiego.
Nazwa zniesiona 1.01.2021 r.